# Маски, Эдмунд
Эдмунд (Эд) Сикстус Маски (англ. Edmund Sixtus Muskie, 28 марта 1914 — 26 марта 1996) — американский политический и государственный деятель, член Демократической партии. Избирался губернатором штата Мэн, сенатором. Занимал пост государственного секретаря США и был кандидатом в вице-президенты США.

## Биография
Родился в городе Рамфорд в штате Мэн в 1914 году. Отец Эдмунда Стефен Марцишевский был портным, иммигрировавшим в США из Польши, который изменил свою фамилию на Маски, так как американцам было сложно произнести его фамилию полностью. Мать Жозефина Чарнецки-Маски родилась в Буффало в семье польских иммигрантов. Всего у родителей было семь детей, из которых выжили шесть.
Учился в колледже Бэйтс в Льюистоне, где специализировался в истории и управлении. Во время учёбы был членом команды по дебатам, занимался несколькими видами спорта и был выбран в студенческое самоуправление. Он также подрабатывал официантом во время учебного года, а во время летних каникул работал в отеле, чтобы заработать денег на учёбу дополнительно к полученной им стипендии. Окончил Бэйтс в 1936 году и юридический факультет Корнеллского университета в 1939 году.
Во время Второй мировой войны служил на флоте, дослужившись до лейтенанта. После войны открыл частную юридическую практику в Уотервилле и женился на Джейн Грэй.
После войны работал над развитием Демократической партии США в Мэне, который традиционно считался республиканским штатом. В 1947 году пытался избраться мэром Уотервилла, но проиграл выборы. Позднее был избран в палату представителей штата, а в 1954 году — губернатором. В 1958 году был избран в Сенат США, а затем переизбран в 1964, 1970 и 1976.

Стал одним из первых защитников окружающей среды в Сенате и добивался мер, направленных на уменьшение загрязнения.
На президентских выборах 1968 года был выбран кандидатом в вице-президенты от Демократической партии (при кандидате в президенты Хьюберте Хамфри), но демократы проиграли выборы. Продолжал работать в конгрессе, в 1973—1980 занимал должность председателя комиссии по бюджету и члена комиссии по иностранным делам.
29 апреля 1980 года был назначен президентом Картером на пост государственного секретаря после отставки Сайруса Вэнса. После того, как Картер проиграл президентские выборы Рональду Рейгану, ушёл в отставку 16 января 1981 года.
После отставки работал юристом в штате Мэриленд. Умер в 1996 году от хронической сердечной недостаточности и был похоронен на Арлингтонском национальном кладбище.